# Gorokhovets
Gorokhovets (en russe : Гороховец) est une ville de l'oblast de Vladimir, en Russie, et le centre administratif du raïon Gorokhovetski. Sa population s'élevait à 12 666 habitants au recensement de 2021.

## Géographie
Gorokhovets est située à 81 km à l'ouest de Nijni Novgorod, à 142 km à l'est de Vladimir et à 321 km à l'est de Moscou. C'est également un port fluvial sur la rivière Kliazma.

## Nom

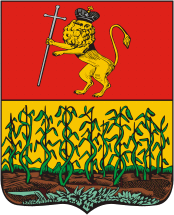
Ancien blason de Gorokhovets (1781).

Le nom de la ville provient du mot russe горох (gorokh), littéralement « pois » ; des pois figurent sur les armoiries de la ville.

## Histoire
Avant l'arrivée des Slaves de l'Est, la région était habitée par les Merias (en), population d'origine finno-ougrienne. Gorokhovets est mentionnée pour la première fois dans une chronique de 1239, évoquant sa mise à sac par les Mongols. Il est probable qu'une forteresse de moindre importance avait existé sur le site durant les décennies précédentes.
En 1539, les Tatars de Kazan étaient sur le point de l'incendier, mais ils reculèrent à la vue d'un fantôme ayant l'aspect d'un gigantesque chevalier armé d'une épée. Le mont où eut lieu l'apparition fut surnommée Poujalovo, c'est-à-dire l' « effrayante ».
Gorokhovets connut un âge d'or au XVIIe siècle, alors qu'elle était un centre de commerce pour une vaste zone, qui comprend aujourd'hui les régions d'Ivanovo et de Vladimir. Plusieurs églises et monastères furent construits à l'initiative des commerçants locaux. Les beffrois du XVIIe siècle de Gorokhovets sont particulièrement remarquables.

## Galerie

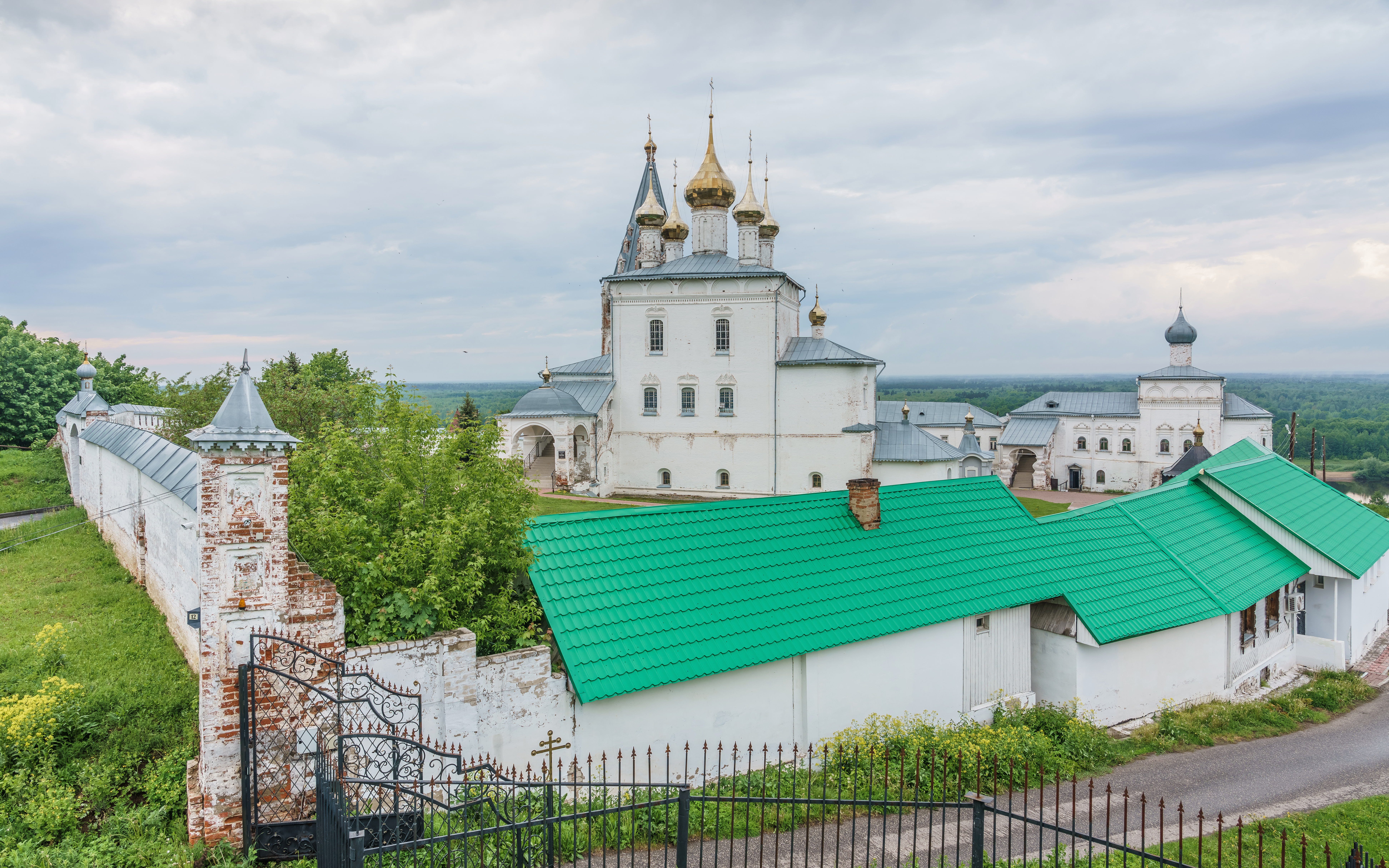
Monastère Nikolski.
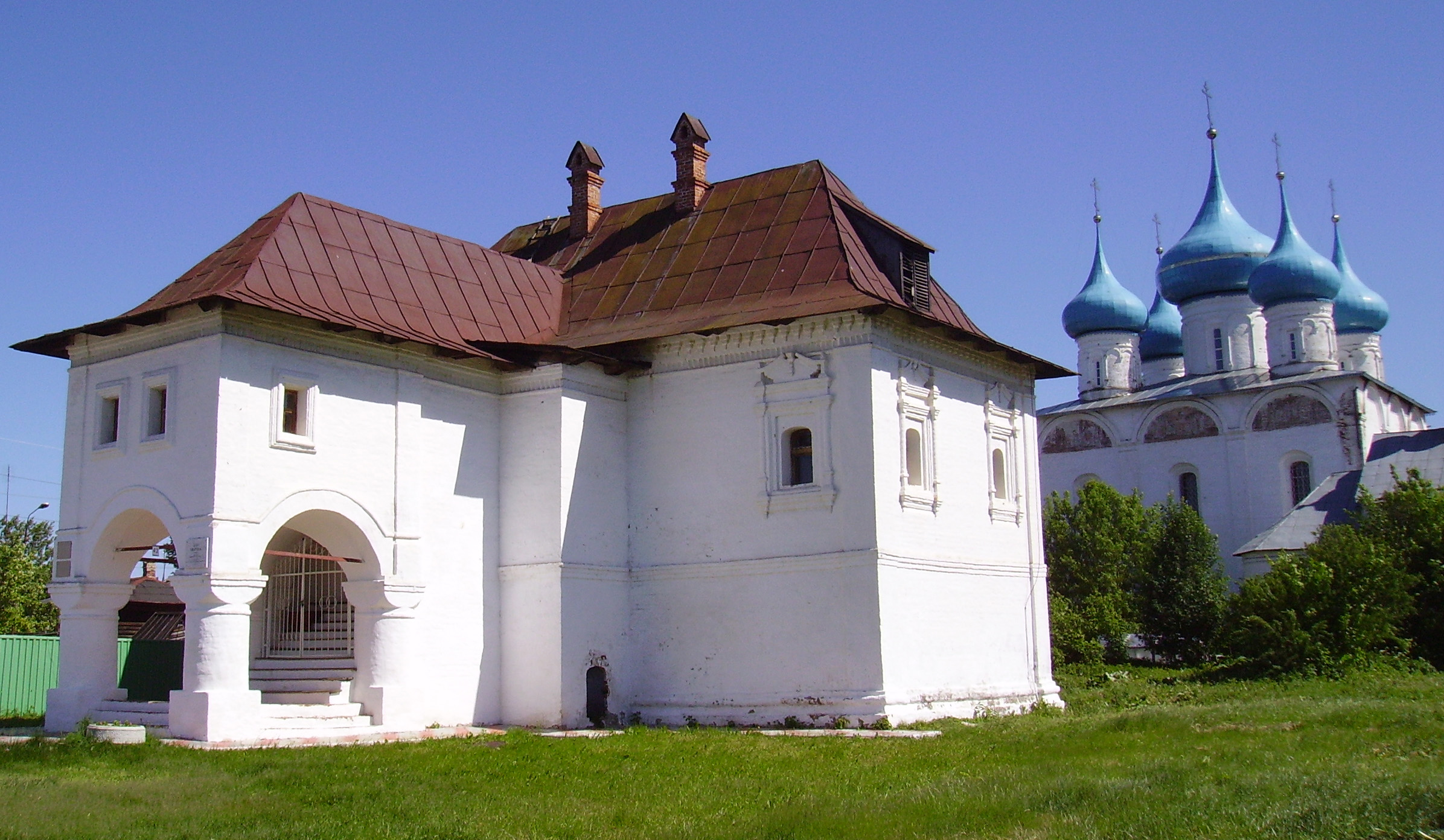
Maison Oparine et église Blagovechtchenski.

## Population
Recensements (*) ou estimations de la population
| 1856  | 1897* | 1913  | 1926* | 1939* |
| ----- | ----- | ----- | ----- | ----- |
| 2 300 | 2 297 | 3 200 | 3 927 | 5 800 |

| 1959* | 1970*  | 1979*  | 1989*  | 2002*  |
| ----- | ------ | ------ | ------ | ------ |
| 9 891 | 13 995 | 14 955 | 15 783 | 14 524 |

| 2006   | 2010*  | 2012   | 2013   | 2021*  |
| ------ | ------ | ------ | ------ | ------ |
| 13 789 | 14 016 | 13 801 | 13 533 | 12 666 |